# William Ruhl
Pour les articles homonymes, voir Ruhl.
William Ruhl, né le 25 octobre 1901 à Colfax (Washington) et mort le 12 mars 1956  à Hollywood, est un acteur américain.

## Filmographie partielle
- 1934 : The Man Who Reclaimed His Head d'Edward Ludwig
- 1935 : Aux frais de la princesse (The Daring Young Man) de William A. Seiter
- 1935 : Cinquante mille dollars morte ou vive(Three Kids and a Queen) d'Edward Ludwig
- 1939 : Star Reporter de Howard Bretherton
- 1940 : Texas Terrors de George Sherman
- 1942 : The Devil with Hitler de Gordon Douglas
- 1946 : La Rapace (Decoy) de Jack Bernhard
- 1946 : Les Dés sanglants (Below the Deadline) de William Beaudine
- 1947 : Fall Guy de Reginald Le Borg
- 1947 : Violence de Jack Bernhard
- 1948 : Song of the Drifter de Lambert Hillyer
- 1948 : Le Condamné de la cellule cinq (I Wouldn't Be in Your Shoes)) de William Nigh
- 1949 : Choc en retour (Impact) d'Arthur Lubin
- 1949 : Alimony d'Alfred Zeisler
- 1952 : Sans ton amour (Because of You) de Joseph Pevney
- 1952 : Sous le plus grand chapiteau du monde (The Greatest Show on Earth) de Cecil B. DeMille
- 1952 : Le Grand Secret (Above and Beyond) de Melvin Frank et Norman Panama